# 原口元気
原口 元気（はらぐち げんき、1991年5月9日 - ）は、埼玉県熊谷市出身のプロサッカー選手。Jリーグ・浦和レッズ所属。ポジションはミッドフィールダー、フォワード、ディフェンダー。元日本代表。
妻はタレント、フリーキャスターの原口るりこ。

## 来歴

### プロ入り前
江南南サッカー少年団の主力選手として2003年の第27回JFA 全日本U-12サッカー選手権大会で優勝に貢献。その同年に行われたJFA 全日本U-12フットサル選手権大会に出場、決勝では6ゴール7アシストと全ゴールに絡む活躍で兵庫FCを圧倒し優勝二冠を手にした。中学進学とともに浦和レッズジュニアユースに所属。その後、飛び級でユースに昇格した。
ユースチーム昇格1年目からJサテライトリーグの試合に出場（2007年は4試合、2008年は2試合）。トップチームへの登録がスポーツ新聞で取りざたされたり、浦和の提携先であるFCバイエルン・ミュンヘンからオファーを受けるなど動向が注目されていたが、2008年5月23日付けで2種登録選手としてトップ登録された。そして、5月25日のナビスコカップ・名古屋グランパス戦で公式戦デビューを飾った。これは、バイエルンのオファーに危機感を持ったフロントの意向もあったとされる。10月13日、高円宮杯第19回全日本ユースサッカー選手権 (U-18)大会決勝の名古屋グランパスU-18戦に出場。1得点2アシストを挙げ、優勝に貢献した。また、AFC U-19選手権2008に出場するU-19日本代表に選出され、1試合に出場している。ユース時代は主に3トップの左ウィングとして起用されていた。

### 浦和レッズ
2009年1月30日に浦和とプロ契約を締結。これは日本人でクラブ史上最年少（エスクデロ・セルヒオは17歳ちょうどで契約したが、その時はまだ日本に帰化する前であった）。2009年シーズンは開幕戦の3月7日・鹿島アントラーズ戦でスタメンを飾りJリーグ初出場を果たすと、4月12日の第5節・名古屋グランパス戦において負傷した田中達也と交代で途中出場。クラブ日本人最年少ゴール（17歳11か月3日）を決めた。その後、田中や梅崎司を怪我で欠くチーム事情もあり、スタメンに定着し、チーム2位となる32試合に出場した（1位は全34試合に出場した阿部勇樹）。4月27日にはリーグ史上4番目の若さ（森本貴幸、阿部勇樹、稲本潤一に次ぐ）でA契約を結んだ。推定年俸は700万円。
2010年は開幕からしばらくは攻撃的なポジションの選手の層が厚かった影響で途中出場が多かったが、第10節・名古屋グランパス戦で負傷した田中達也との交代で途中出場し今季初ゴールとなる決勝点を記録。その後は故障者が多かったこともあり、スタメン出場も増えていったが、終盤戦は故障者の負傷が癒え好調を維持していた高橋峻希にスタメンの座を譲ることが多くなり、ベンチを暖めることが多かった。
2011年は開幕からレギュラーに定着し、低迷するチームの中でコンスタントに得点を重ねる。この年、チームが残留争いに巻き込まれる中、後半戦は代表招集やほとんどの試合をフル出場する中でコンディションを落としてあまり目立った活躍はできなかったものの、リーグ戦トータルではチームトップの9得点を挙げ、ナビスコカップニューヒーロー賞を受賞した。
2012年はベンチスタートが多かったが、J1第14節・ガンバ大阪戦からスタメンに定着する。不慣れな1トップでの起用が多く、公式戦6得点に終わる。2013年は主にシャドーの位置で出場、初めてリーグ戦で2桁得点を記録。2014年からは、福田正博や永井雄一郎がつけていた背番号「9」を背負うことになった。

### ヘルタ・ベルリン
2014年5月25日、ドイツ・ブンデスリーガのヘルタ・ベルリンへ完全移籍することが発表された。契約期間は2014年6月から4年間。公式戦デビューとなったDFBポカール1回戦のSCフォルトゥナ・ケルン戦で、左MFに先発して移籍後初ゴールを挙げた。8月24日のブンデスリーガ開幕節・ヴェルダー・ブレーメン戦でスタメン出場し、2得点に絡む活躍を見せたが、終了間際に相手からのタックルにより右肩関節を負傷し、3週間離脱。2015年3月14日、ブンデスリーガ第25節・シャルケ04戦に途中出場し、ブンデスリーガ初ゴールをあげた。また、リーグ戦終盤にかけて監督の信頼を勝ち取り、献身的な動きでサイドのレギュラーを獲得した。
2015-16年は第4節・VfBシュトゥットガルト戦で今シーズン初得点をあげた。2016年3月19日の第27節・FCインゴルシュタット04戦では1得点1アシストの活躍を見せてMOMに選出された。
2016-17年は第2節のインゴルシュタット戦で先発出場し、2アシストの活躍でマン・オブ・ザ・マッチに選出された。その後もリーグ戦第9節までフル出場していたが、第11節で初めて先発を外されて以来、ベンチスタートが増えていく。2月4日、第19節のインゴルシュタット戦では開始59秒でシーズン初得点を決め、再び先発出場する機会を増やすが、終盤は思ったような結果が残せず、再び出場機会は減っていった。シーズン後半の不調をパル・ダルダイ監督は、ライバルであるミッチェル・ヴァイザーの復帰による『過剰なモチベーション』にあると分析した。
2017-18年はシーズン開幕前はヘルタとの契約を延長せずに、以前からプレーすることを希望していたプレミアリーグのブライトン・アンド・ホーヴ・アルビオンFCへ移籍する可能性が高いと報道されていたが、結局ヘルタに残留してプレーすることを決断。8月19日のブンデスリーガ開幕節・シュトゥットガルト戦にて後半から途中出場し、シーズン初出場を果たす。9月14日の欧州EL・アスレティック・ビルバオ戦で途中出場してELデビューを果たした。9月20日、ブンデスリーガ第5節・バイエル・レバークーゼン戦で途中出場を果たし、ヘルタでの公式戦100試合出場を達成した。10月1日のブンデスリーガ第7節・バイエルン戦で今季初スタメン出場を果たすと、ジェローム・ボアテング、ヨシュア・キミッヒ、マッツ・フンメルスらドイツ代表3人を抜き去り今季初アシストを記録し、MOMとベストイレブンに選出された。しかし、次戦のシャルケ戦でボールロストした直後、シャルケのギド・ブルクシュタラーに対して危険なタックルを見舞い一発退場。2試合の試合出場停止処分を受け、その後は出場機会を急激に減らした。

### フォルトゥナ・デュッセルドルフ
2018年1月23日、フォルトゥナ・デュッセルドルフへのレンタル移籍が発表された。1月24日の第19節・FCエルツゲビルゲ・アウエ戦で途中出場からさっそくデビューを果たした。1月27日、アウェーの1.FCカイザースラウテルン戦でスタメンフル出場を果たし、1ゴール1アシストの活躍でチームを勝利に導き、MOMに選出された。2月2日の第21節・SVザントハウゼン戦にて2戦連続となるアシストを記録するも、相手選手と激突し頭部を強打。リーグ戦3試合の休養を強いられた。3月4日の第25節・FCザンクトパウリ戦にて復帰するとその後もレギュラーポジションを掴み、13試合1ゴール5アシストの結果を残し、チームの1部昇格に貢献した。

### ハノーファー96
2018年6月12日、ハノーファー96へ2021年6月までの3年契約で完全移籍することが発表された。背番号は「10」。11月25日、アウェーのボルシア・メンヒェングラートバッハ戦で途中出場を果たし、ブンデス1部通算100試合出場を達成した。
2019年3月10日、雪の中で行われた第28節のレバークーゼン戦では、相手GKをかわして無人のゴールへシュートしたが、ピッチに積もった雪の影響によりゴール目前でボールが急激に減速し、それをDFがクリア。不運な形で移籍後初ゴールを逃してしまった。このシーンは、ブンデスリーガ公式Youtubeチャンネルの特集動画『昨シーズンの「トップ10ミス」』の1位に選ばれ、コメント欄には原口に対して同情のコメントが寄せられた。この不運もありこのシーズンは無得点で終え、チームも2部に降格した。11月25日の第14節・SVダルムシュタット98戦で移籍後初ゴールを決めた。
2021年1月24日の第17節・1.FCニュルンベルク戦でゴールを決め、MOMと17節のベストイレブン・MVPに選ばれた。ブンデスリーガ2部前半戦を終えた時点で、ロングレンジから決めたゴール数がリーグ単独最多となった。リーグ戦全34試合にスタメン出場し、9ゴール7アシストを記録した。5月24日、契約満了により退団することが発表された。

### 1.FCウニオン・ベルリン
2021年5月27日、1.FCウニオン・ベルリンへ完全移籍することが発表された。背番号は「24」。12月には、ドイツビルド紙で前半戦チームMVPにも選ばれた。2022年2月26日の第24節・1.FSVマインツ05戦で移籍後初となる先制ゴールを決め、勝利に貢献した。シーズン通してインサイドハーフとしてレギュラーに定着し、最終的にはリーグ戦30試合で2ゴール6アシストを記録。5位フィニッシュでクラブ史上初のUEFAヨーロッパリーグ出場権獲得に貢献した。

### VfBシュトゥットガルト
2023年1月30日、VfBシュトゥットガルトへ2024年6月30日までの契約で完全移籍することが発表された。背番号は「17」。
2024年5月18日、リーグ戦最終節のボルシアMG戦後に今季限りでの退団が発表された。

### 浦和レッズ復帰
2024年9月1日、浦和レッズへ完全移籍で加入することが発表された。10年ぶりの復帰となり、背番号は「78」（長男の誕生日である7月8日にちなむ）となった。同月14日のJ1第30節・ガンバ大阪戦に出場し、チームの勝利に貢献した。
2025シーズン、副キャプテンに就任した。

### 日本代表
2011年10月7日、キリンチャレンジカップ・ベトナム戦で日本代表初出場。しかし、2012年ロンドンオリンピック大会メンバーからは落選した。2015年6月、約2年ぶりに日本代表に招集され、6月11日に行われたイラク戦で日本代表初ゴールを決めた。2016年3月29日、W杯2次予選のシリア戦ではボランチで起用されて1得点を決めて結果を出した。W杯最終予選ではタイ戦、イラク戦、オーストラリア戦、サウジアラビア戦で連続ゴールを決め、三浦知良や呂比須ワグナーの記録を塗り替えるW杯最終予選としては史上初となる4試合連続得点を記録した。2018年6月、ロシアワールドカップメンバーに選出。右サイドハーフのレギュラーとして攻守にわたり、豊富な運動量 でチームのベスト16進出に貢献。決勝トーナメント1回戦のベルギー戦では、先制点となる自身W杯初ゴールを挙げた。この得点により日本人で初めて決勝トーナメントで得点を挙げた選手となった。11月20日、キリンチャレンジカップ・キルギス戦で直接FKを決め勝利に貢献した。2019年11月14日、W杯2次予選のキルギス戦で直接FKを決め勝利に貢献した。
以降コンスタントに出場機会を得ていたものの、目立った結果を中々出せず、熾烈なレギュラー争いから出場機会も限られるようになり、2022年11月、カタールワールドカップに向けた日本代表メンバー発表では、大迫勇也と共に落選となった。

## 人物
- 「浦和ユース黄金世代」中心選手の一人[39]。
- チームメイトであった柏木陽介のブログで「生意気小僧」と評される程の我を通す性格として知られ[40]、試合内容や采配、プレーに納得できない場合など感情を爆発させ人目に関係なく憤激を露わにし度々諍いを生じさせる性格であった。
  - 2011年12月10日にチームメートの岡本拓也と喧嘩になり、コーチ陣の制止を振り切って倒れていた岡本の左肩を蹴って左肩関節脱臼（全治3週間）の怪我を負わせ、翌11日にクラブからけん責及び1週間の謹慎処分が下された[41]。
  - 2012年J1第27節対柏レイソル戦では、前半27分の交代直後、監督のミハイロ・ペトロヴィッチに詰め寄り[42]、チームメイトになだめられたものの試合後サポーターへの挨拶の場に出向かず帰宅した[43]。翌日、練習場にてチームメイトら全員の前で謝罪[43]。
  - 2013年6月21日の練習中のミニゲームで監督の采配に不満を示しクーラーボックスを右足で蹴り上げ、直後に練習が中止。これを受け23日にアウェーで行われたナビスコカップセレッソ大阪戦の遠征メンバーから外れることが決定した。ペトロヴィッチ監督は「まだ若い選手ですし、我々が若い選手をつぶしてしまうのは簡単ですが、若い選手に間違いがあったとしても、我々はその間違いを正してあげたいと思います」と語った。
- 浦和に槙野智章が移籍してから、槙野自ら原口の教育係を買って出る。最初の頑なな態度に槙野もたじろぐが、接するうちに原口自身の口からサッカーに対する思いが語られるなど、穏健な性格も見せるようになる。合宿などでは相部屋になることも多く、原口がヘルタへ移籍する前の浦和での最後の試合（ナビスコカップ名古屋戦）で、原口のフリーキックのこぼれ球を槙野が押し込み得点した後、槙野はユニフォームを脱ぎ「浦和→ドイツ=ロシアW杯　バイバイ泣き虫ゲンキ!!元気!!」と書かれたアンダーウェアを披露した。2018年のロシアワールドカップには槙野とともにメンバーに選出され、原口はインスタグラムにて「この人とW杯に行けてよかった。どんな時もポジティブでみんなを元気にできる人」と槙野との2ショット写真を見せた[44]。
- 2015年8月30日、タレントでフリーキャスターの香屋ルリコと入籍したことを発表した[45][46]。翌年、夫人の実家の神社で挙式をしたことをInstagramで報告[47]。
- 2014年から4年間ヘルタ・ベルリンでプレーしたが、ハノーファー96を経て2021年に1.FCウニオン・ベルリンと契約し、ベルリンに「帰還」した。この件について現地メディアからは『ブンデスリーガでは、ヘルタとウニオンの両方でプレー経験をもつ初めての選手』として紹介された[48]。

## 所属クラブ
ユース経歴
- 江南南サッカー少年団
- 2004年 - 2006年 浦和レッズジュニアユース
- 2007年 - 2009年1月 浦和レッズユース
  - 2008年 浦和レッズ（2種登録）

プロ経歴
- 2009年 - 2014年5月 浦和レッズ
- 2014年6月 - 2018年6月 ヘルタ・ベルリン
  - 2018年1月 - 同年6月 フォルトゥナ・デュッセルドルフ（期限付き移籍）
- 2018年6月 - 2021年6月 ハノーファー96
- 2021年6月 - 2023年1月 1.FCウニオン・ベルリン
- 2023年1月 - 2024年5月 VfBシュトゥットガルト
- 2024年9月 - 浦和レッズ

## 個人成績
| 国内大会個人成績 | 国内大会個人成績   | 国内大会個人成績 | 国内大会個人成績 | 国内大会個人成績 | 国内大会個人成績 | 国内大会個人成績 | 国内大会個人成績 | 国内大会個人成績 | 国内大会個人成績 | 国内大会個人成績 | 国内大会個人成績 |
| 年度             | クラブ             | 背番号           | リーグ           | リーグ戦         | リーグ戦         | リーグ杯         | リーグ杯         | オープン杯       | オープン杯       | 期間通算         | 期間通算         |
| 年度             | クラブ             | 背番号           | リーグ           | 出場             | 得点             | 出場             | 得点             | 出場             | 得点             | 出場             | 得点             |
| 日本             | 日本               | 日本             | 日本             | リーグ戦         | リーグ戦         | リーグ杯         | リーグ杯         | 天皇杯           | 天皇杯           | 期間通算         | 期間通算         |
| ---------------- | ------------------ | ---------------- | ---------------- | ---------------- | ---------------- | ---------------- | ---------------- | ---------------- | ---------------- | ---------------- | ---------------- |
| 2008             | 浦和               | 35               | J1               | 0                | 0                | 1                | 0                | 0                | 0                | 1                | 0                |
| 2009             | 浦和               | 24               | J1               | 32               | 1                | 6                | 1                | 1                | 0                | 39               | 2                |
| 2010             | 浦和               | 24               | J1               | 26               | 2                | 6                | 0                | 2                | 2                | 34               | 4                |
| 2011             | 浦和               | 24               | J1               | 30               | 9                | 4                | 2                | 1                | 0                | 35               | 11               |
| 2012             | 浦和               | 24               | J1               | 32               | 6                | 4                | 0                | 1                | 0                | 37               | 6                |
| 2013             | 浦和               | 24               | J1               | 33               | 11               | 4                | 0                | 0                | 0                | 37               | 11               |
| 2014             | 浦和               | 9                | J1               | 14               | 4                | 3                | 0                | -                | -                | 17               | 4                |
| ドイツ           | ドイツ             | ドイツ           | ドイツ           | リーグ戦         | リーグ戦         | リーグ杯         | リーグ杯         | DFBポカール      | DFBポカール      | 期間通算         | 期間通算         |
| 2014-15          | ヘルタ・ベルリン   | 24               | ブンデス         | 21               | 1                | -                | -                | 2                | 1                | 23               | 2                |
| 2015-16          | ヘルタ・ベルリン   | 24               | ブンデス         | 32               | 2                | -                | -                | 5                | 1                | 37               | 3                |
| 2016-17          | ヘルタ・ベルリン   | 24               | ブンデス         | 31               | 1                | -                | -                | 2                | 0                | 33               | 1                |
| 2017-18          | ヘルタ・ベルリン   | 24               | ブンデス         | 7                | 0                | -                | -                | 1                | 0                | 8                | 0                |
| 2017-18          | デュッセルドルフ   | 25               | 2.ブンデス       | 13               | 1                | -                | -                | 0                | 0                | 13               | 1                |
| 2018-19          | ハノーファー       | 10               | ブンデス         | 28               | 0                | -                | -                | 1                | 0                | 29               | 0                |
| 2019-20          | ハノーファー       | 10               | 2.ブンデス       | 32               | 6                | -                | -                | 1                | 0                | 33               | 6                |
| 2020-21          | ハノーファー       | 10               | 2.ブンデス       | 34               | 9                | -                | -                | 2                | 0                | 36               | 9                |
| 2021-22          | ウニオン・ベルリン | 24               | ブンデス         | 30               | 2                | -                | -                | 5                | 0                | 35               | 2                |
| 2022-23          | ウニオン・ベルリン | 24               | ブンデス         | 11               | 0                | -                | -                | 2                | 0                | 13               | 0                |
| 2022-23          | シュトゥットガルト | 17               | ブンデス         | 11               | 0                | -                | -                | 2                | 0                | 13               | 0                |
| 2023-24          | シュトゥットガルト | 17               | ブンデス         | 2                | 0                | -                | -                | 1                | 0                | 3                | 0                |
| 日本             | 日本               | 日本             | 日本             | リーグ戦         | リーグ戦         | リーグ杯         | リーグ杯         | 天皇杯           | 天皇杯           | 期間通算         | 期間通算         |
| 2024             | 浦和               | 78               | J1               | 10               | 1                | -                | -                | -                | -                | 10               | 1                |
| 2025             | 浦和               | 9                | J1               |                  |                  |                  |                  |                  |                  |                  |                  |
| 通算             | 日本               | 日本             | J1               | 177              | 34               | 28               | 3                | 5                | 2                | 210              | 39               |
| 通算             | ドイツ             | ドイツ           | ブンデス         | 173              | 6                | -                | -                | 21               | 2                | 194              | 8                |
| 通算             | ドイツ             | ドイツ           | 2.ブンデス       | 79               | 16               | -                | -                | 3                | 0                | 82               | 16               |
| 総通算           | 総通算             | 総通算           | 総通算           | 419              | 55               | 28               | 3                | 29               | 4                | 476              | 62               |

- 2008年は2種登録選手。

| 国際大会個人成績 | 国際大会個人成績 | 国際大会個人成績 | 国際大会個人成績 | 国際大会個人成績 | FIFA      | FIFA      |
| 年度             | クラブ           | 背番号           | 出場             | 得点             | 出場      | 得点      |
| AFC              | AFC              | AFC              | ACL              | ACL              | クラブW杯 | クラブW杯 |
| ---------------- | ---------------- | ---------------- | ---------------- | ---------------- | --------- | --------- |
| 2013             | 浦和             | 24               | 4                | 2                | -         | -         |
| 2025             | 浦和             | 9                | -                | -                | 3         | 0         |
| 通算             | AFC              | AFC              | 4                | 2                | 3         | 0         |

その他の国際公式戦
- 2016-17
  - UEFAヨーロッパリーグ 1試合0得点
- 2017-18
  - UEFAヨーロッパリーグ 3試合0得点
- 2021-22
  - UEFAカンファレンスリーグ 7試合0得点
- 2022-23
  - UEFAヨーロッパリーグ 6試合0得点

出場歴
- 公式戦初出場：2008年5月25日 ナビスコカップ第4節・名古屋グランパスエイト戦（豊田スタジアム）
- 公式戦初得点：2009年4月12日 J1第5節 vs名古屋グランパスエイト戦（豊田スタジアム）
- Jリーグ初出場・初得点：2009年3月7日 J1第1節・鹿島アントラーズ戦（茨城県立カシマサッカースタジアム）

## タイトル

### クラブ
江南南サッカー少年団
- 全日本少年サッカー大会：2003
- 全日本少年フットサル大会：2003

浦和レッズジュニアユース
- 高円宮杯全日本ユース(U-15)サッカー選手権大会：2005
- 日本クラブユースサッカー選手権(U-15)大会：2005

浦和レッズユース
- 高円宮杯全日本ユース(U-18)サッカー選手権大会：2008

デュッセルドルフ
- 2. ブンデスリーガ：2017-18

### 代表
日本代表
- 東アジアカップ：2013

### 個人
- Jリーグカップ ニューヒーロー賞：2011
- 彩の国功労賞：2019
- 熊谷市オリンピック競技大会等特別表彰：2018

## 代表・選抜歴

### 出場大会
- U-16日本代表
- U-18日本代表
- U-19日本代表
  - AFC U-19選手権2008（1試合0得点）
- U-20日本代表
- U-22日本代表
  - ロンドン五輪・アジア最終予選
- U-23日本代表
  - ロンドン五輪 予備登録メンバー
- 日本代表
  - AFCアジアカップ2011 予備登録メンバー（2011年）
  - 2014 FIFAワールドカップ・アジア3次予選（2011年）
  - EAFF東アジアカップ2013（2013年）
  - AFCアジアカップ2015 予備登録メンバー（2015年）
  - 2018 FIFAワールドカップ・アジア2次予選（2015年）
  - キリンカップサッカー2016（2016年）
  - 2018 FIFAワールドカップ・アジア3次予選（2016年）
  - 2018 FIFAワールドカップ（2018年）
  - AFCアジアカップ2019（2019年）
  - 2022 FIFAワールドカップ・アジア2次予選（2019年）
  - 2022 FIFAワールドカップ・アジア3次予選（2021年）

### 試合数
- 国際Aマッチ 74試合 11得点（2011年 - 2022年）

| 日本代表 | 国際Aマッチ | 国際Aマッチ |
| 年       | 出場        | 得点        |
| -------- | ----------- | ----------- |
| 2011     | 1           | 0           |
| 2013     | 2           | 0           |
| 2015     | 8           | 1           |
| 2016     | 9           | 5           |
| 2017     | 9           | 0           |
| 2018     | 11          | 2           |
| 2019     | 13          | 3           |
| 2020     | 4           | 0           |
| 2021     | 9           | 0           |
| 2022     | 8           | 0           |
| 通算     | 74          | 11          |

### 出場
| No. | 開催年月日     | 開催都市           | スタジアム                                   | 対戦国               | 結果  | 監督                       | 大会                                                            |
| --- | -------------- | ------------------ | -------------------------------------------- | -------------------- | ----- | -------------------------- | --------------------------------------------------------------- |
| 1.  | 2011年10月7日  | 神戸               | ホームズスタジアム神戸                       | ベトナム             | ○1-0  | アルベルト・ザッケローニ   | キリンチャレンジカップ2011                                      |
| 2.  | 2013年7月21日  | ソウル             | ソウルワールドカップ競技場                   | 中国                 | △3-3  | アルベルト・ザッケローニ   | EAFF東アジアカップ2013                                          |
| 3.  | 2013年7月28日  | ソウル             | 蚕室総合運動場                               | 韓国                 | ○2-1  | アルベルト・ザッケローニ   | EAFF東アジアカップ2013                                          |
| 4.  | 2015年6月11日  | 横浜               | 日産スタジアム                               | イラク               | ○4-0  | ヴァイッド・ハリルホジッチ | キリンチャレンジカップ2015                                      |
| 5.  | 2015年6月16日  | さいたま           | 埼玉スタジアム2002                           | シンガポール         | △0-0  | ヴァイッド・ハリルホジッチ | 2018 FIFAワールドカップ・アジア2次予選兼AFCアジアカップ2019予選 |
| 6.  | 2015年9月3日   | さいたま           | 埼玉スタジアム2002                           | カンボジア           | ○3-0  | ヴァイッド・ハリルホジッチ | 2018 FIFAワールドカップ・アジア2次予選兼AFCアジアカップ2019予選 |
| 7.  | 2015年9月8日   | テヘラン           | アザディ・スタジアム                         | アフガニスタン       | ○6-0  | ヴァイッド・ハリルホジッチ | 2018 FIFAワールドカップ・アジア2次予選兼AFCアジアカップ2019予選 |
| 8.  | 2015年10月8日  | マスカット         | シーブ・スタジアム                           | シリア               | ○3-0  | ヴァイッド・ハリルホジッチ | 2018 FIFAワールドカップ・アジア2次予選兼AFCアジアカップ2019予選 |
| 9.  | 2015年10月13日 | テヘラン           | アザディ・スタジアム                         | イラン               | △1-1  | ヴァイッド・ハリルホジッチ | 国際親善試合                                                    |
| 10. | 2015年11月12日 | カラン             | シンガポール・ナショナルスタジアム           | シンガポール         | ○3-0  | ヴァイッド・ハリルホジッチ | 2018 FIFAワールドカップ・アジア2次予選兼AFCアジアカップ2019予選 |
| 11. | 2015年11月17日 | プノンペン         | プノンペン・オリンピックスタジアム           | カンボジア           | ○2-0  | ヴァイッド・ハリルホジッチ | 2018 FIFAワールドカップ・アジア2次予選兼AFCアジアカップ2019予選 |
| 12. | 2016年3月24日  | さいたま           | 埼玉スタジアム2002                           | アフガニスタン       | ○5-0  | ヴァイッド・ハリルホジッチ | 2018 FIFAワールドカップ・アジア2次予選兼AFCアジアカップ2019予選 |
| 13. | 2016年3月29日  | さいたま           | 埼玉スタジアム2002                           | シリア               | ○5-0  | ヴァイッド・ハリルホジッチ | 2018 FIFAワールドカップ・アジア2次予選兼AFCアジアカップ2019予選 |
| 14. | 2016年6月3日   | 豊田               | 豊田スタジアム                               | ブルガリア           | ○7-2  | ヴァイッド・ハリルホジッチ | キリンカップサッカー2016                                        |
| 15. | 2016年9月1日   | さいたま           | 埼玉スタジアム2002                           | アラブ首長国連邦     | ●1-2  | ヴァイッド・ハリルホジッチ | 2018 FIFAワールドカップ・アジア3次予選                          |
| 16. | 2016年9月6日   | バンコク           | ラジャマンガラ・スタジアム                   | タイ                 | ○2-0  | ヴァイッド・ハリルホジッチ | 2018 FIFAワールドカップ・アジア3次予選                          |
| 17. | 2016年10月6日  | さいたま           | 埼玉スタジアム2002                           | イラク               | ○2-1  | ヴァイッド・ハリルホジッチ | 2018 FIFAワールドカップ・アジア3次予選                          |
| 18. | 2016年10月11日 | メルボルン         | ドックランズ・スタジアム                     | オーストラリア       | △1-1  | ヴァイッド・ハリルホジッチ | 2018 FIFAワールドカップ・アジア3次予選                          |
| 19. | 2016年11月11日 | 鹿嶋               | 茨城県立カシマサッカースタジアム             | オマーン             | ○4-0  | ヴァイッド・ハリルホジッチ | キリンチャレンジカップ2016                                      |
| 20. | 2016年11月15日 | さいたま           | 埼玉スタジアム2002                           | サウジアラビア       | ○2-1  | ヴァイッド・ハリルホジッチ | 2018 FIFAワールドカップ・アジア3次予選                          |
| 21. | 2017年3月23日  | アル・アイン       | ハッザーア・ビン・ザーイド・スタジアム       | アラブ首長国連邦     | ○2-0  | ヴァイッド・ハリルホジッチ | 2018 FIFAワールドカップ・アジア3次予選                          |
| 22. | 2017年3月28日  | さいたま           | 埼玉スタジアム2002                           | タイ                 | ○4-0  | ヴァイッド・ハリルホジッチ | 2018 FIFAワールドカップ・アジア3次予選                          |
| 23. | 2017年6月7日   | 調布               | 味の素スタジアム                             | シリア               | △1-1  | ヴァイッド・ハリルホジッチ | キリンチャレンジカップ2017                                      |
| 24. | 2017年6月13日  | テヘラン           | シャヒード・ダストゲルディ・スタジアム       | イラク               | △1-1  | ヴァイッド・ハリルホジッチ | 2018 FIFAワールドカップ・アジア3次予選                          |
| 25. | 2017年8月31日  | さいたま           | 埼玉スタジアム2002                           | オーストラリア       | ○2-0  | ヴァイッド・ハリルホジッチ | 2018 FIFAワールドカップ・アジア3次予選                          |
| 26. | 2017年9月5日   | ジッダ             | キング・アブドゥッラー・スポーツシティ       | サウジアラビア       | ●0-1  | ヴァイッド・ハリルホジッチ | 2018 FIFAワールドカップ・アジア3次予選                          |
| 27. | 2017年10月10日 | 横浜               | 日産スタジアム                               | ハイチ               | △3-3  | ヴァイッド・ハリルホジッチ | キリンチャレンジカップ2017                                      |
| 28. | 2017年11月10日 | リール             | スタッド・ピエール＝モーロワ                 | ブラジル             | ●1-3  | ヴァイッド・ハリルホジッチ | 国際親善試合                                                    |
| 29. | 2017年11月14日 | ブルッヘ           | ヤン・ブレイデルスタディオン                 | ベルギー             | ●0-1  | ヴァイッド・ハリルホジッチ | 国際親善試合                                                    |
| 30. | 2018年3月27日  | リエージュ         | スタッド・モーリス・デュフラン               | ウクライナ           | ●1-2  | ヴァイッド・ハリルホジッチ | キリンチャレンジカップ2018 in EUROPE                            |
| 31. | 2018年5月30日  | 横浜               | 日産スタジアム                               | ガーナ               | ●0-2  | 西野朗                     | キリンチャレンジカップ2018                                      |
| 32. | 2018年6月8日   | ルガーノ           | スタディオ・コルナレド                       | スイス               | ●0-2  | 西野朗                     | 国際親善試合                                                    |
| 33. | 2018年6月12日  | インスブルック     | ティヴォリ・シュターディオン                 | パラグアイ           | ○4-2  | 西野朗                     | 国際親善試合                                                    |
| 34. | 2018年6月19日  | サランスク         | モルドヴィア・アリーナ                       | コロンビア           | ○2-1  | 西野朗                     | 2018 FIFAワールドカップ                                         |
| 35. | 2018年6月24日  | エカテリンブルク   | エカテリンブルク・アリーナ                   | セネガル             | △2-2  | 西野朗                     | 2018 FIFAワールドカップ                                         |
| 36. | 2018年7月2日   | ロストフ・ナ・ドヌ | ロストフ・アリーナ                           | ベルギー             | ●2-3  | 西野朗                     | 2018 FIFAワールドカップ                                         |
| 37. | 2018年10月12日 | 新潟               | デンカビッグスワンスタジアム                 | パナマ               | ○3-0  | 森保一                     | キリンチャレンジカップ2018                                      |
| 38. | 2018年10月16日 | さいたま           | 埼玉スタジアム2002                           | ウルグアイ           | ○4-3  | 森保一                     | キリンチャレンジカップ2018                                      |
| 39. | 2018年11月16日 | 大分               | 大分スポーツ公園総合競技場                   | ベネズエラ           | △1-1  | 森保一                     | キリンチャレンジカップ2018                                      |
| 40. | 2018年11月20日 | 豊田               | 豊田スタジアム                               | キルギス             | ○4-0  | 森保一                     | キリンチャレンジカップ2018                                      |
| 41. | 2019年1月9日   | アブダビ           | アール・ナヒヤーン・スタジアム               | トルクメニスタン     | ○3-2  | 森保一                     | AFCアジアカップ2019                                             |
| 42. | 2019年1月13日  | アブダビ           | シェイク・ザイード・スタジアム               | オマーン             | ○1-0  | 森保一                     | AFCアジアカップ2019                                             |
| 43. | 2019年1月17日  | アル・アイン       | シェイク・ハリーファ国際スタジアム           | ウズベキスタン       | ○2-1  | 森保一                     | AFCアジアカップ2019                                             |
| 44. | 2019年1月21日  | シャールジャ       | シャールジャ・スタジアム                     | サウジアラビア       | ○1-0  | 森保一                     | AFCアジアカップ2019                                             |
| 45. | 2019年1月24日  | ドバイ             | アール・マクトゥーム・スタジアム             | ベトナム             | ○1-0  | 森保一                     | AFCアジアカップ2019                                             |
| 46. | 2019年1月28日  | アル・アイン       | ハッザーア・ビン・ザーイド・スタジアム       | イラン               | ○3-0  | 森保一                     | AFCアジアカップ2019                                             |
| 47. | 2019年2月1日   | アブダビ           | シェイク・ザイード・スタジアム               | カタール             | ●1-3  | 森保一                     | AFCアジアカップ2019                                             |
| 48. | 2019年6月5日   | 豊田               | 豊田スタジアム                               | トリニダード・トバゴ | △0-0  | 森保一                     | キリンチャレンジカップ2019                                      |
| 49. | 2019年6月9日   | 利府               | ひとめぼれスタジアム宮城                     | ボリビア             | ○1-0  | 森保一                     | キリンチャレンジカップ2019                                      |
| 50. | 2019年9月5日   | 鹿嶋               | 茨城県立カシマサッカースタジアム             | パラグアイ           | ○2-0  | 森保一                     | キリンチャレンジカップ2019                                      |
| 51. | 2019年10月10日 | さいたま           | 埼玉スタジアム2002                           | モンゴル             | ○6-0  | 森保一                     | 2022 FIFAワールドカップ・アジア2次予選兼AFCアジアカップ2023予選 |
| 52. | 2019年11月14日 | ビシュケク         | ドレン・オムルザコフ・スタジアム             | キルギス             | ○2-0  | 森保一                     | 2022 FIFAワールドカップ・アジア2次予選兼AFCアジアカップ2023予選 |
| 53. | 2019年11月19日 | 吹田               | パナソニックスタジアム吹田                   | ベネズエラ           | ●1-4  | 森保一                     | キリンチャレンジカップ2019                                      |
| 54. | 2020年10月9日  | ユトレヒト         | スタディオン・ハルヘンワールト               | カメルーン           | △0-0  | 森保一                     | 国際親善試合                                                    |
| 55. | 2020年10月13日 | ユトレヒト         | スタディオン・ハルヘンワールト               | コートジボワール     | ○1-0  | 森保一                     | 国際親善試合                                                    |
| 56. | 2020年11月13日 | グラーツ           | メルクール・アレーナ                         | パナマ               | ○1-0  | 森保一                     | 国際親善試合                                                    |
| 57. | 2020年11月17日 | グラーツ           | メルクール・アレーナ                         | メキシコ             | ●0-2  | 森保一                     | 国際親善試合                                                    |
| 58. | 2021年5月28日  | 千葉               | フクダ電子アリーナ                           | ミャンマー           | ○10-0 | 森保一                     | 2022 FIFAワールドカップ・アジア2次予選兼AFCアジアカップ2023予選 |
| 59. | 2021年6月7日   | 吹田               | パナソニックスタジアム吹田                   | タジキスタン         | ○4-1  | 森保一                     | 2022 FIFAワールドカップ・アジア2次予選兼AFCアジアカップ2023予選 |
| 60. | 2021年6月11日  | 神戸               | ノエビアスタジアム神戸                       | セルビア             | ○1-0  | 森保一                     | キリンチャレンジカップ2021                                      |
| 61. | 2021年6月15日  | 吹田               | パナソニックスタジアム吹田                   | キルギス             | ○5-1  | 森保一                     | 2022 FIFAワールドカップ・アジア2次予選兼AFCアジアカップ2023予選 |
| 62. | 2021年9月2日   | 吹田               | パナソニックスタジアム吹田                   | オマーン             | ●0-1  | 森保一                     | 2022 FIFAワールドカップ・アジア3次予選                          |
| 63. | 2021年9月7日   | ドーハ             | ハリーファ国際スタジアム                     | 中国                 | ○1-0  | 森保一                     | 2022 FIFAワールドカップ・アジア3次予選                          |
| 64. | 2021年10月7日  | ジッダ             | キング・アブドゥッラー・スポーツシティ       | サウジアラビア       | ●0-1  | 森保一                     | 2022 FIFAワールドカップ・アジア3次予選                          |
| 65. | 2021年11月11日 | ハノイ             | ミーディン国立競技場                         | ベトナム             | ○1-0  | 森保一                     | 2022 FIFAワールドカップ・アジア3次予選                          |
| 66. | 2021年11月16日 | マスカット         | スルタン・カーブース・スポーツコンプレックス | オマーン             | ○1-0  | 森保一                     | 2022 FIFAワールドカップ・アジア3次予選                          |
| 67. | 2022年1月27日  | さいたま           | 埼玉スタジアム2002                           | 中国                 | ○2-0  | 森保一                     | 2022 FIFAワールドカップ・アジア3次予選                          |
| 68. | 2022年2月1日   | さいたま           | 埼玉スタジアム2002                           | サウジアラビア       | ○2-0  | 森保一                     | 2022 FIFAワールドカップ・アジア3次予選                          |
| 69. | 2022年3月24日  | シドニー           | スタジアム・オーストラリア                   | オーストラリア       | ○2-0  | 森保一                     | 2022 FIFAワールドカップ・アジア3次予選                          |
| 70. | 2022年3月29日  | さいたま           | 埼玉スタジアム2002                           | ベトナム             | △1-1  | 森保一                     | 2022 FIFAワールドカップ・アジア3次予選                          |
| 71. | 2022年6月2日   | 札幌               | 札幌ドーム                                   | パラグアイ           | ○4-1  | 森保一                     | キリンチャレンジカップ2022                                      |
| 72. | 2022年6月6日   | 東京               | 国立競技場                                   | ブラジル             | ●0-1  | 森保一                     | キリンチャレンジカップ2022                                      |
| 73. | 2022年6月14日  | 吹田               | パナソニックスタジアム吹田                   | チュニジア           | ●0-3  | 森保一                     | キリンカップサッカー2022                                        |
| 74. | 2022年9月27日  | デュッセルドルフ   | デュッセルドルフ・アレーナ                   | アメリカ合衆国       | ○2-0  | 森保一                     | キリンチャレンジカップ2022                                      |

### ゴール
| #   | 開催年月日     | 開催都市           | スタジアム                             | 対戦国         | 勝敗 | 試合概要                               |
| --- | -------------- | ------------------ | -------------------------------------- | -------------- | ---- | -------------------------------------- |
| 1.  | 2015年6月11日  | 横浜               | 日産スタジアム                         | イラク         | ○4-0 | キリンチャレンジカップ2015             |
| 2.  | 2016年3月29日  | さいたま           | 埼玉スタジアム2002                     | シリア         | ○5-0 | 2018 FIFAワールドカップ・アジア2次予選 |
| 3.  | 2016年9月6日   | バンコク           | ラジャマンガラ・スタジアム             | タイ           | ○2-0 | 2018 FIFAワールドカップ・アジア3次予選 |
| 4.  | 2016年10月6日  | さいたま           | 埼玉スタジアム2002                     | イラク         | ○2-1 | 2018 FIFAワールドカップ・アジア3次予選 |
| 5.  | 2016年10月12日 | メルボルン         | ドックランズ・スタジアム               | オーストラリア | △1-1 | 2018 FIFAワールドカップ・アジア3次予選 |
| 6.  | 2016年11月15日 | さいたま           | 埼玉スタジアム2002                     | サウジアラビア | ○2-1 | 2018 FIFAワールドカップ・アジア3次予選 |
| 7.  | 2018年7月2日   | ロストフ・ナ・ドヌ | ロストフ・アリーナ                     | ベルギー       | ●2-3 | 2018 FIFAワールドカップ                |
| 8.  | 2018年11月20日 | 豊田               | 豊田スタジアム                         | キルギス       | ○4-0 | キリンチャレンジカップ2018             |
| 9.  | 2019年1月13日  | アブダビ           | シェイク・ザイード・スタジアム         | オマーン       | ○1-0 | AFCアジアカップ2019                    |
| 10. | 2019年1月28日  | アル・アイン       | ハッザーア・ビン・ザーイド・スタジアム | イラン         | ○3-0 | AFCアジアカップ2019                    |
| 11. | 2019年11月14日 | ビシュケク         | ドレン・オムルザコフ・スタジアム       | キルギス       | ○2-0 | 2022 FIFAワールドカップ・アジア2次予選 |